# Gaura Barhaj
Gaura Barhaj è una suddivisione dell'India, classificata come municipal board, di 35.279 abitanti, situata nel distretto di Deoria, nello stato federato dell'Uttar Pradesh. 